# Afshan Azad
Afshan Azad (in bengali আফসান আজাদ; Manchester, 12 febbraio 1989) è un'attrice britannica di origini bengalesi.

## Biografia
Ha frequentato prima la scuola femminile Whalley Range High, per poi iscriversi allo Xaverian, che frequenta tuttora. Proprio in questa scuola fu notata dal direttore del cast di Harry Potter e il calice di fuoco, film dell'omonimo libro della saga di Harry Potter che ha ottenuto un grande successo negli anni 2000. 
Afshan ottiene così, dopo un provino, la parte di Padma Patil, sorella gemella di Calì Patil. 
Musulmana di origine bengalese, dopo aver girato Il calice di fuoco, ha instaurato dei buoni rapporti con altre tre giovani attrici conosciute sul set, Bonnie Wright, che interpreta Ginny Weasley, Katie Leung che interpreta Cho Chang e in particolare con sua sorella nel film, Shefali Chowdhury, anche lei musulmana, che interpreta Calì Patil.

## Filmografia
- Harry Potter e il calice di fuoco (2005)
- Harry Potter e l'Ordine della Fenice (2007)
- Harry Potter e il principe mezzosangue (2009)
- Harry Potter e i Doni della Morte - Parte 2 (2011)